# Jan Christoph Meister

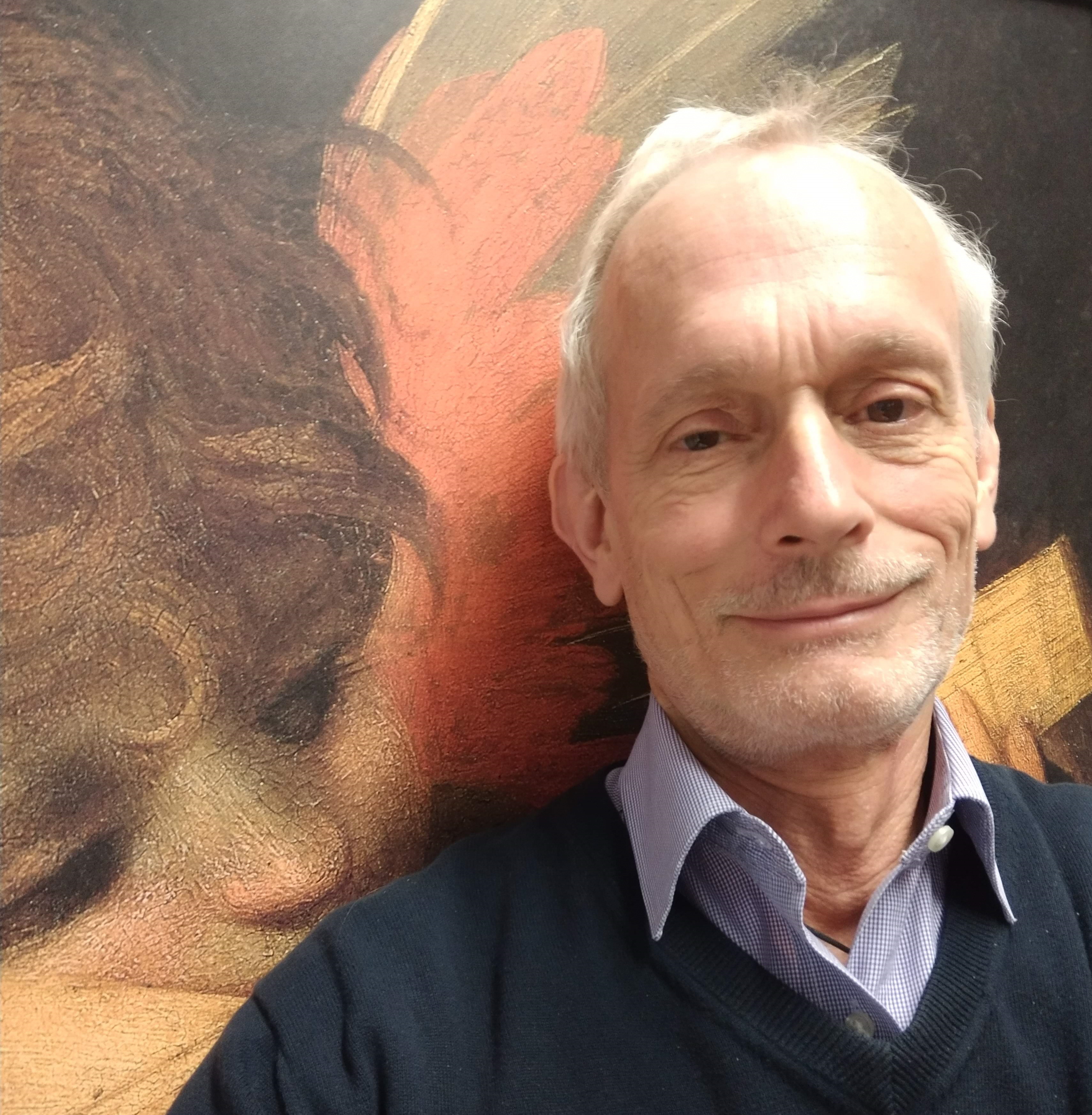
Jan Christoph Meister (2019)

Jan Christoph Meister (* 17. Januar 1955 in Montréal) ist ein deutscher Germanist.

## Leben
Von 1974 bis 1981 studierte er Germanistik, Geschichte, Erziehungswissenschaft und Anglistik, I. Staatsexamen (Höheres Lehramt) an der Universität Hamburg. Von 1981 bis 1985 war er wissenschaftlicher Mitarbeiter im Institut für Germanistik II der Universität Hamburg; zugleich Promotion (1985). Von 1986 bis 1995 war er Lecturer, Senior Lecturer, Associate Professor ad hominem (tenured) und Head of German Department / Deputy Chairperson Modern Languages an der University of the Witwatersrand.
Nach der Habilitation 2001 in Hamburg mit einer Arbeit zur literaturwissenschaftlichen Handlungstheorie und Computerphilologie war er von 2001 bis 2006, Projektleiter für das E-Learningprojekt „Narrnetz“ an der Universität Hamburg, Projektleiter im DFG-Forschungsprojekt „Story Generator Algorithms“, wissenschaftlicher Mitarbeiter in der Forschergruppe Narratologie, Teilprojekt „Der Zeitlichkeitseffekt“ und Vorsitzender der Arbeitsstelle Computerphilologie; Ko-Autor und Koordinator für den E-Learningskurs C-Phil Online.
Im Sommersemester 2006 lehrte er auf der Professur für Neuere deutsche Literaturwissenschaft und Computerphilologie an der Universität München. Ab dem Wintersemester 2006/2007 war er Professor für „Neuere deutsche Literatur mit dem Schwerpunkt Theorie der Literatur und Methodologie der Textanalyse einschließlich der Computerphilologie“ und ab dem Wintersemester 2018/2019 Universitätsprofessor für „Digital Humanities mit dem Schwerpunkt Neuere deutsche Literatur“ im Fachbereich Sprache, Literatur, Medien I der Fakultät für Geisteswissenschaften der Universität Hamburg.
Meisters Forschungsschwerpunkte sind Digital Humanities, Narratologie, österreichische Literatur des 20. Jh. und phantastische Literatur.
Im Forschungsfeld der Digital Humanities hat er u. a. 2013–2016 als Chair des Executive Committee des europäischen Fachverbandes EADH (European Association for Digital Humanities) und als Mitglied des Executive Committe des internationalen Dachverbandes ADHO (Alliance of Digital Humanities Organisations) gewirkt, war 2012–2015 Gründungsvorsitzender des deutschsprachigen Verbandes Dhd (Digital Humanities im deutschsprachigen Raum) sowie lokaler Organisator der internationalen Fachkonferenz DH 2012 an der Universität Hamburg. Zu seinen Forschungsaktivitäten in diesem Bereich zählen die Drittmittelprojekte heureCLÉA (2013–2016), 3DH (2015–2018) und forTEXT (2017–2020) sowie die Entwicklung und Bereitstellung von CATMA (seit 2008), einer frei nutzbaren Open-Source-Webapplikation für digitale Textannotation und -Analyse.
Im Bereich der Narratologie hat Meister sich u. a. als Mitglied und Direktor des Interdisciplinary Center for Narratology (ICN) an der Universität Hamburg sowie als Executive Editor des living handbook for narratology (lhn) engagiert.

## Schriften (Auswahl)
- Hypostasierung – Die Logik mythischen Denkens im Werk Gustav Meyrinks nach 1907. Eine Studie zur erkenntnistheoretischen Problematik eines phantastischen Oeuvres. Frankfurt am Main 1987, ISBN 3-8204-9389-1.
- Computing action. A narratological approach. Berlin 2003, ISBN 3-11-916267-1.
- als Herausgeber mit Tom Kindt: Leo Perutz’ Romane: Von der Struktur zur Bedeutung. Mit einem Erstabdruck der Novelle “Von den traurigen Abenteuern des Herrn Guidotto”. Tübingen (Niemeyer) 2007, ISBN 978-3-484-32132-8.
- als Herausgeber mit Wilhelm Schernus: Time. From Concept to Narrative Construct. A Reader. Berlin 2011, ISBN 978-3-11-022208-1.
- mit Silke Lahn: Einführung in die Erzähltextanalyse. Stuttgart 2016, ISBN 3-476-02598-5.
- “From TACT to CATMA or A mindful approach to text annotation and analysis.” In: On Making in the Digital Humanities: Essays on the Scholarship of Digital HumanitiesDevelopment in Honour of John Bradley. Eds Nyhan, Julianne, Rockwell, Geoffrey and Stéfan Sinclair. Forthcoming 2020.